# حوار

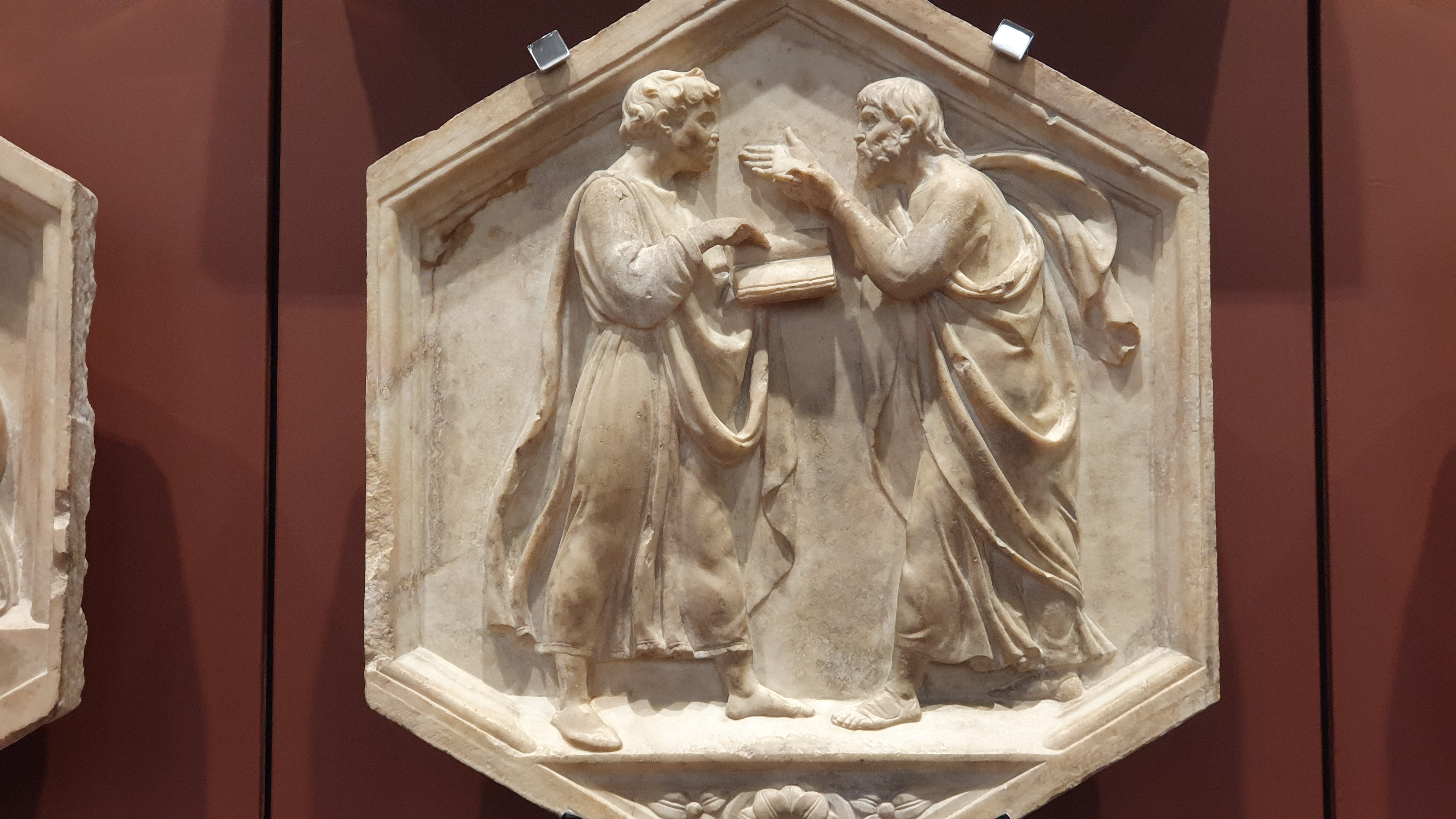
أفلاطون وأرسطو: الحوار بواسطة لوكا ديلا روبيا

الحوار في اللغة: من حاور يحاور محاورة، وقد ورد في تاج العروس أن الحوار يعني تراجع الكلام، كما ورد في لسان العرب لابن منظور تحت الجذر (حور) وهم يتحاورون أي: يتراجعون الكلام.
والمحاورة: مراجعة المنطق، والكلام في المخاطبة. وقد حاوره.والمَحُورَةُ: من المُحاوَرةِ مصدر كالمَشُورَةِ من المشاورة كالمَحْوَرَةِ، وأنشد:
إذا الحوار في اللغة، هو الرجوع عن الشئ، والارتداد عنه، وحار عن الأمر وإليه (رجع عنه، أو إليه).
أما الحوار في الاصطلاح : (مراجعة الكلام، وتداوله، بين طرفين، لمعالجة قضية من قضايا الفكر، والعلم، والمعرفة.. بأسلوب متكافئ، يغلب عليه طابع الهدوء، والبعد عن الخصومة). والتفاهم

## آداب الحوار
للحوار آداب جمة، ينبغي للأطراف جميعهم التحلي والالتزام بها، حتى لا يتحول كلامهم إلى مراء، أو جدال.. ومن أهم آداب الحوار :
1. أن يكون كافة الأطراف، على علم تام بموضوع الحوار.
2. أن يكون لدى كافة أطراف الحوار، الجرأة، والشجاعة، على الاعتراف بالخطأ، في حال خالف (الصواب).
3. أن يتأدب كل طرف مع الآخر، باختيار الألفاظ المناسبة، التي يرتضي المحاور أن يسمعها من غيره.
4. أن يحترم كل طرف، عقيدة الطرف الآخر، ومبادئه، وأن يراعي نفسيته.
5. أن يكون الدافع الرئيسي لدى جميع أطراف الحوار إصابة الحقيقة، وأن يكون الوصول إلى الصواب، والحق.
6. البعد عن الغضب وأسبابه مع الحرص على الإعتدال حتى ينتهي الحوار .
7. أن يكون لدى كافة الأطراف، القدرة على التعبير.
8. المرونة في الحوار، وعدم التشنج.
9. الإصغاء للطرف الآخر، والاستفادة من طرحه، وكبت جماح النفس عند الرغبة في الجدال، والعرب تقول: رأس الأدب كله الفهم، والتفهم، والإصغاء إلى المتكلم، ومن أهم الفوائد التي تستفيدها من هذه النقطة اكتساب صفة الحلم.

## فوائد الحوار
1. يتم من خلاله تبادل الأفكار بين الناس وتتفاعل فيه الخبرات.
2. يساعد على تنمية التفكير وصقل شخصية الفرد.
3. يولد أفكار جديدة.
4. ينشط الذهن.
5. يساعد على التخلص من الأفكار الخاطئة.
6. يساعد على الوصول إلى الحقيقة.

## ضوابط الحوار
| ضوابط الحوار | تقبل الآخر         | الاعتراف به واحترام حقه في الاختلاف والتعبير                |
| ضوابط الحوار | العلم وصحة الدليل  | اعتماد البرهان في الدفاع والتفنيد                           |
| ضوابط الحوار | حسن القول          | حسن الكلام بتجنب الألفاظ الجارحة وعبارات السخرية            |
| ضوابط الحوار | الإنصاف والموضوعية | الاعتراف بصحة رأي المحاور، والإذعان للحق، عند تبين صدق حججه |

## الحوار في القرآن
الحوار في القرآن:" وردت مادة حوار ومشتقاتها ومترادفاتها (جادل، وحاج)، وما هو بحكمها مرات عديدة، في القرآن، ويقوم منهج القرآن الكريم على الحوار، لأنه جاء يخاطب الفطرة، والعقل، فمنهج الإسلام، يحترم العقل، ويجله، ويجعله مناط الإيمان والتكليف، ويذكر لنا القرآن صورا من الحوار ..مثل :
- (حوار الله تعالى مع الملائكة) .. في قوله تعالى: ﴿وَإِذْ قَالَ رَبُّكَ لِلْمَلَائِكَةِ إِنِّي جَاعِلٌ فِي الْأَرْضِ خَلِيفَةً قَالُوا أَتَجْعَلُ فِيهَا مَنْ يُفْسِدُ فِيهَا وَيَسْفِكُ الدِّمَاءَ وَنَحْنُ نُسَبِّحُ بِحَمْدِكَ وَنُقَدِّسُ لَكَ قَالَ إِنِّي أَعْلَمُ مَا لَا تَعْلَمُونَ ۝٣٠﴾ [البقرة:30]
- وكذلك (الحوار بين الله تعالى ، وإبليس) فقد قال تعالى: ﴿وَلَقَدْ خَلَقْنَاكُمْ ثُمَّ صَوَّرْنَاكُمْ ثُمَّ قُلْنَا لِلْمَلَائِكَةِ اسْجُدُوا لِآدَمَ فَسَجَدُوا إِلَّا إِبْلِيسَ لَمْ يَكُنْ مِنَ السَّاجِدِينَ ۝١١ قَالَ مَا مَنَعَكَ أَلَّا تَسْجُدَ إِذْ أَمَرْتُكَ قَالَ أَنَا خَيْرٌ مِنْهُ خَلَقْتَنِي مِنْ نَارٍ وَخَلَقْتَهُ مِنْ طِينٍ ۝١٢ قَالَ فَاهْبِطْ مِنْهَا فَمَا يَكُونُ لَكَ أَنْ تَتَكَبَّرَ فِيهَا فَاخْرُجْ إِنَّكَ مِنَ الصَّاغِرِينَ ۝١٣﴾ [الأعراف:11–13]
- (حوار الأنبياء والرسل عليهم الصلاة والسلام .. مع أقوامهم) .. ففي حوار نبي الله موسى مع قومه فقد قال تعالى: ﴿وَإِذْ قَالَ مُوسَى لِقَوْمِهِ إِنَّ اللَّهَ يَأْمُرُكُمْ أَنْ تَذْبَحُوا بَقَرَةً قَالُوا أَتَتَّخِذُنَا هُزُوًا قَالَ أَعُوذُ بِاللَّهِ أَنْ أَكُونَ مِنَ الْجَاهِلِينَ ۝٦٧﴾ [البقرة:67]
- وكذلك ( حوار أهل الجنة، وأهل النار ) قال تعالى: ﴿وَنَادَى أَصْحَابُ الْجَنَّةِ أَصْحَابَ النَّارِ أَنْ قَدْ وَجَدْنَا مَا وَعَدَنَا رَبُّنَا حَقًّا فَهَلْ وَجَدْتُمْ مَا وَعَدَ رَبُّكُمْ حَقًّا قَالُوا نَعَمْ فَأَذَّنَ مُؤَذِّنٌ بَيْنَهُمْ أَنْ لَعْنَةُ اللَّهِ عَلَى الظَّالِمِينَ ۝٤٤﴾ [الأعراف:44]

## الحوار في السنة النبوية
تقدم لنا السنة المطهرة، صورا رائعة من منهج رسول الله ﷺ في الحوار، نذكر منها حواره ﷺ مع جبريل عليه السلام، أبي طالب، قريش، وفد من أهل الحبشة، نصارى نجران، أهل الطائف، شاب يطلب رخصة بالزنا، حواره مع إبليس، حواره مع عبدالله بن سلام اليهودي.
وعليه .. فثقافة الحوار، تستند على ثقافة المتحاورين، وهذا يعني، تمكن المحاور، وغناه الفكري، ومعرفته الواسعة بآداب الحوار، وأساليب وطرائق إقناع الآخرين، وهي مجموعة معارف مكتسبة، تسمح بتنمية الحوار، والنقد، والقدرة في الحكم على الناس، في الأمور والأشياء.
وهي القدر اللفظي، الذي يتم من خلاله تداول الأفكار، وتقارب وجهات النظر، والتعبير عن الرأي، وتبادل الخبرات، وتنمية التفكير، وتفعيل طرائق الإتصال.

## أساليب الحوار في القرآن والسنة
|        | الأسلوب                       | تعريفه | مثاله |
| ------ | ----------------------------- | --- | --- |
| القرآن | الأسلوب الوصفي التصويري       | يعرض قصصا ومشاهد حوارية واقعية. يهدف إلى تبسيط الفكرة وتقريب المستمع من الحوار الجاري، وحمله على تبني موقف صحيح                                                                         | حوار موسى عليه السلام لفرعون : {قَالَ فِرْعَوْنُ وَمَا رَبُّ الْعَالَمِينَ قــَالَ رَبُّ السَّمَأوَاتِ وَالْأَرْضِ وَمَا بَيْنَهُمَا إن كُنتُم مُّوقِنِينَ قَالَ لِمَنْ حَوْلَهُ أَلَا تَسْتَمِعُونَ قَالَ رَبُّكُمْ وَرَبُّ آبَائِكُمُ الْأَوَّلِينَ قَالَ إِنَّ رَسُولَكُمُ الَّذِي أُرْسِلَ إِلَيْكُمْ لَمَجْنُونٌ قَالَ رَبُّ الْمَشْرِقِ وَالْمَغْرِبِ وَمَا بَيْنَهُمَا إِن كُنتُمْ تَعْقِلُونَ} سورة الشعراء الآيات 23-28                                                                                                  |
| القرآن | الأسلوب الحجاجي البرهاني      | يعتمد الحجة والبرهان لدحض ادعاءات المنكرين للتوحيد والبعث بأسئلة تتوخى زعزعة تقاليدهم ومعتقداتهم الباطلة.و تهدف إلى توجيههم للنظر والتفكير في آيات الله من أجل بناء قناعات ومواقف صحيحة | قوله تعالى: {قَالَ أَفَتَعْبُدُونَ مِن دُونِ اللَّهِ مَا لَا يَنفَعُكُمْ شَيْئاً وَلَا يَضُرُّكُمْ أُفٍّ لَّكُمْ وَلِمَا تَعْبُدُونَ مِن دُونِ اللَّهِ أَفَلَا تَعْقِلُونَ} سورة الأنبياء66-67 |
| السنة  | الأسلوب الوصفي التصويري       | أسلوب استعمله رسول ﷺ لتقريب المفاهيم عن طريق الأمثلة أو القصة. | مثال حديث أبي هريرة أن رسول الله ﷺ قال " أرأيتم لو أن نهرا بباب أحدكم يغتسل فيه كل يوم خمسا، ما تقول ذلك يُبقي من درنه؟ قالوا: لا يبقي من درنه شيئا.قال فذلك مثل الصلوات الخمس يمحو بها الله الخطايا" رواه البخاري |
| السنة  | الأسلوب الاستدلالي الاستقرائي | يعتمد استجواب المحاور والتدرج معه، من المسلمات إلى الحقائق الكلية، التي ترفع اللبس، وليصل المحاور لاستنتاج الحل بنفسه                                                                   | جاء رجل إلى النبي ﷺ فقال: ان امرأتي ولدت غلاما أسودا، واني أنكرته، فقال رسول الله صلى الله عليه وسلم:" هل لك من إبل؟" قال: نعم. قال:" فما ألوانها؟" قال: حمر. فقال النبي صلى الله عليه وسلم:" هل فيهن من أورق؟" أي مائل إلى السمرة قال الرجل: ان فيها لورقا. قال النبي صلى الله عليه وسلم:" فأنى ترى ذلك جاءه؟" قال الرجل: يا رسول الله عرق نزعها. فقال النبي:" ولعل هذا عرق نزعه" |
| السنة  | الأسلوب التشخيصي الاستنتاجي   | يعتمد عرض المشكلة لإثارة الانتباه وتحفيز الفكر | روى البخاري في الصحيح أن رسول الله ﷺ :قال لصحابه يوما"إن من الشجر شجرة لايسقط ورقها، وإنها مثل المؤمن، أخبروني ماهي) قال ابن عمر فوقع الناس في شجر البوادي، فوقع في نفسي أنها النخلة، فاستحييت، فقالوا يارسول الله حدثنا ماهي:قال:هي النخلة، فذكرت ذلك لعمر، فقال:لو قلت :النخلة لكان أحب إلى من كذا، وكذا"                                                                        |

## مجالات الحوار
- الحوار الديني.
- الحوار السياسي.
- الحوار الوطني.
- الحوار الأمني.
- الحوار العلمي.
- الحوار الأدبي.
- الحوار الفلسفي.